# Mica Pinto
Michael Gonçalves Pinto (Diekirch, 4 de junio de 1993), más conocido como Mica Pinto, es un futbolista luxemburgués, nacionalizado portugués, que juega en la demarcación de defensa para el PFC CSKA Sofía de la Primera Liga de Bulgaria.

## Selección nacional
Tras jugar con la selección de fútbol sub-18 de Portugal y la sub-20, finalmente, y tras su decisión de jugar con su país natal, debutó con la selección de fútbol de Luxemburgo el 7 de octubre de 2020. Lo hizo en un partido amistoso contra Liechtenstein que finalizó con un resultado de 1-2 a favor del combinado liechtensteiniano tras el gol de Gerson Rodrigues para Luxemburgo, y de Fabio Wolfinger y Nicolas Hasler para Liechtenstein.

## Clubes
| Club                   | País         | Año       | Partidos | Goles |
| ---------------------- | ------------ | --------- | -------- | ----- |
| Sporting de Lisboa "B" | Portugal     | 2012-2015 | 85       | 1     |
| Recreativo de Huelva   | España       | 2015      | 16       | 0     |
| Sporting de Lisboa "B" | Portugal     | 2016      | 5        | 0     |
| C. F. Os Belenenses    | Portugal     | 2016-2017 | 8        | 0     |
| C. F. União (cedido)   | Portugal     | 2017-2018 | 17       | 0     |
| Fortuna Sittard        | Países Bajos | 2018-2019 | 50       | 1     |
| Sparta Rotterdam       | Países Bajos | 2019-2023 | 90       | 4     |
| S. B. V. Vitesse       | Países Bajos | 2023-2024 | 26       | 1     |
| PFC CSKA Sofía         | Bulgaria     | 2024-     | 26       | 1     |